# Лунка серебристая

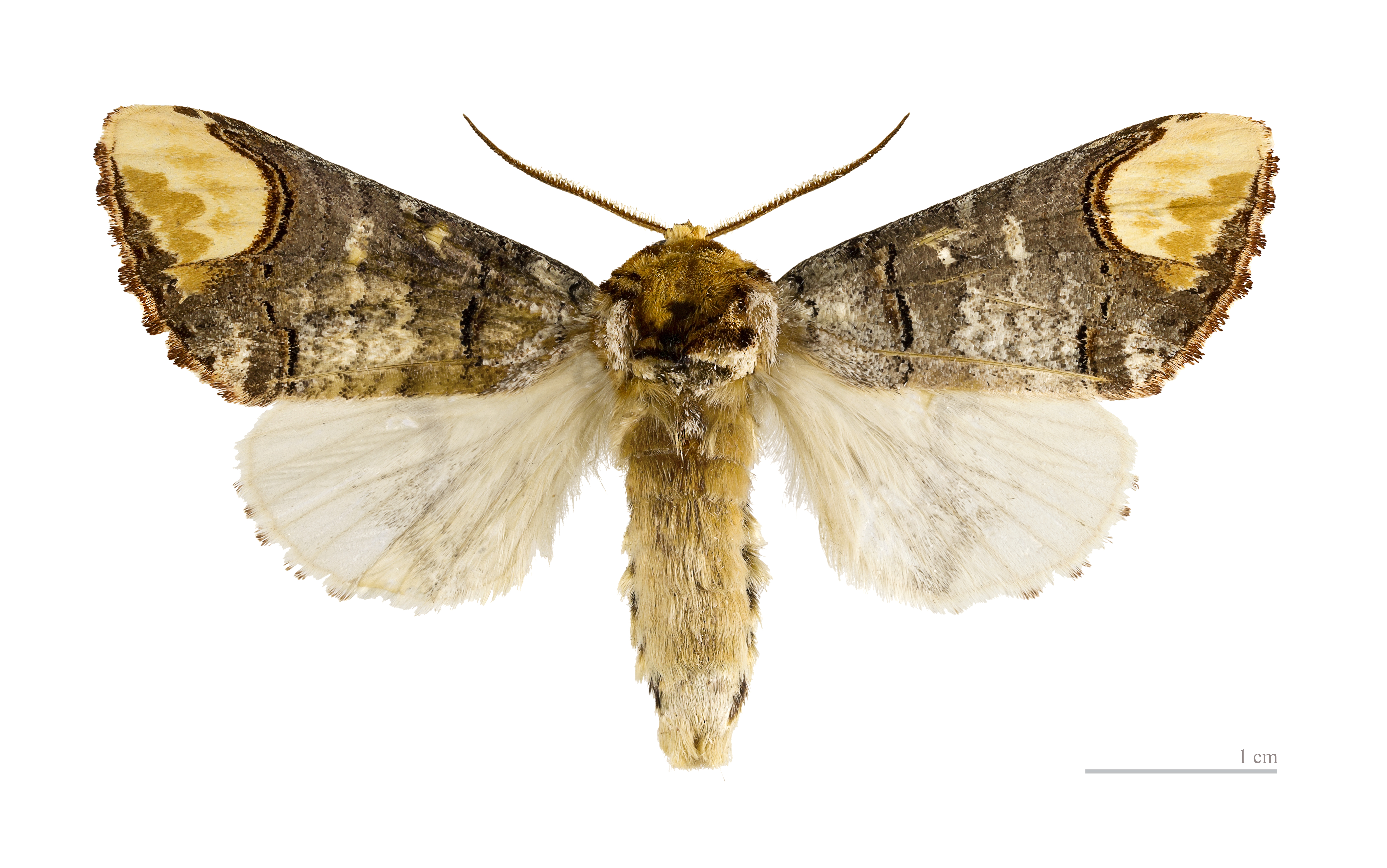
Phalera bucephala ♂

Лунка серебристая, или хохлатка-буцефал (лат. Phalera bucephala), — ночная бабочка из семейства Хохлатки.

## Описание
Размах крыльев около 50—60 мм, длина переднего крыла 27—28 мм. Самка обычно немного крупнее самца. Передние крылья серебристо-серого цвета с большим округлым жёлтым пятном, окаймленным двойной тёмной полоской. Задние крылья бело-жёлтые с коричневыми жилками. Грудь и первый сегмент брюшка густо покрыты волосками. Брюшко серебристо-коричнево-жёлтое, по бокам покрыто тёмными пятнами. Усики у самца коротко-перистые, у самки — мелко-щетинковидные. В состоянии покоя со сложенными крыльями бабочка похожа на отломленный сучок.

## Ареал
Европа, на севере до полярного круга. Сибирь, Дальний Восток.

## Местообитания
Пойменные леса, смешанные леса; местность вдоль водоёмов, рек, ручьёв; парки, сухие верещатники.

## Время лёта
Май, начало июня — июль, август. Ночью охотно летит на свет.

## Размножение

### Яйцо
Самка откладывает на нижнюю сторону листьев кормовых растений яйца — кучками по 10—125 штук. Через 10—15 дней появляются гусеницы, которые живут группами.

### Гусеница
Гусеница длиной до 60 мм, бурого цвета, с 10 прерывистыми жёлтыми продольными полосами и жёлтыми поперечными кольцами на каждом сегменте. Тело покрыто короткими тонкими серыми волосками.
Гусеницы являются полифагами, питаются листьями преимущественно дуба, тополя, берёзы, бука, ивы, ольхи и лещины, нередко листьями плодовых деревьев и кустарников. Сначала они живут группами, а начиная с четвёртого возраста (о возрастных изменениях см. в статье Гусеница) расползаются и объедают листья целиком, оставляя только центральную жилку. Стадия гусеницы длится на протяжении июля до августа. В августе гусеницы покидают кормовое растение, закапываются в почву, где окукливаются.

### Куколка
Куколка тёмно-бурая. Зимуют куколки бабочки лунки без кокона, в почве на глубине 3—4 см. При неблагоприятных условиях куколка впадает в состояние диапаузы, и её развитие задерживается на 1—2 года.

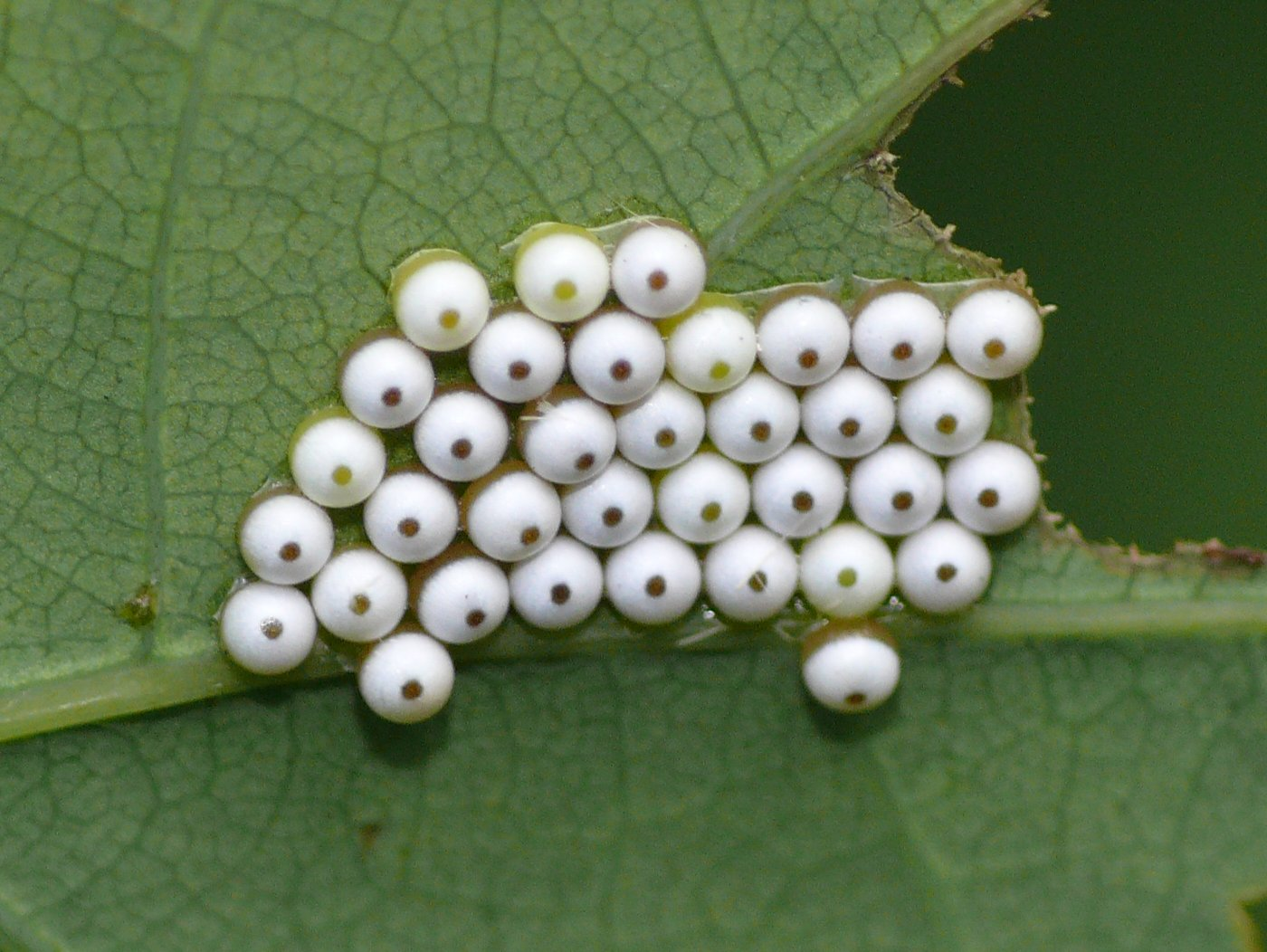
Кладка яиц
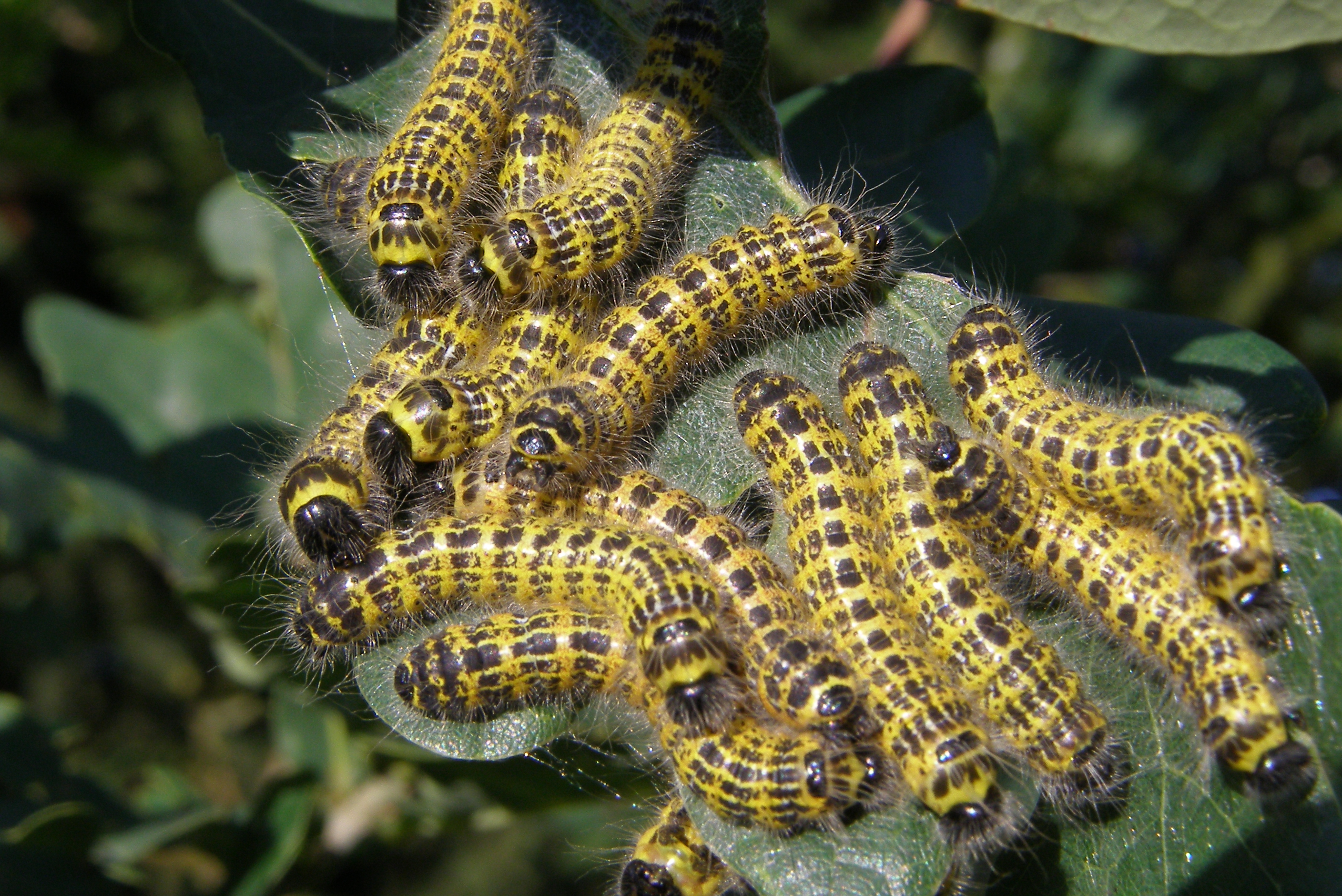
Группа гусениц
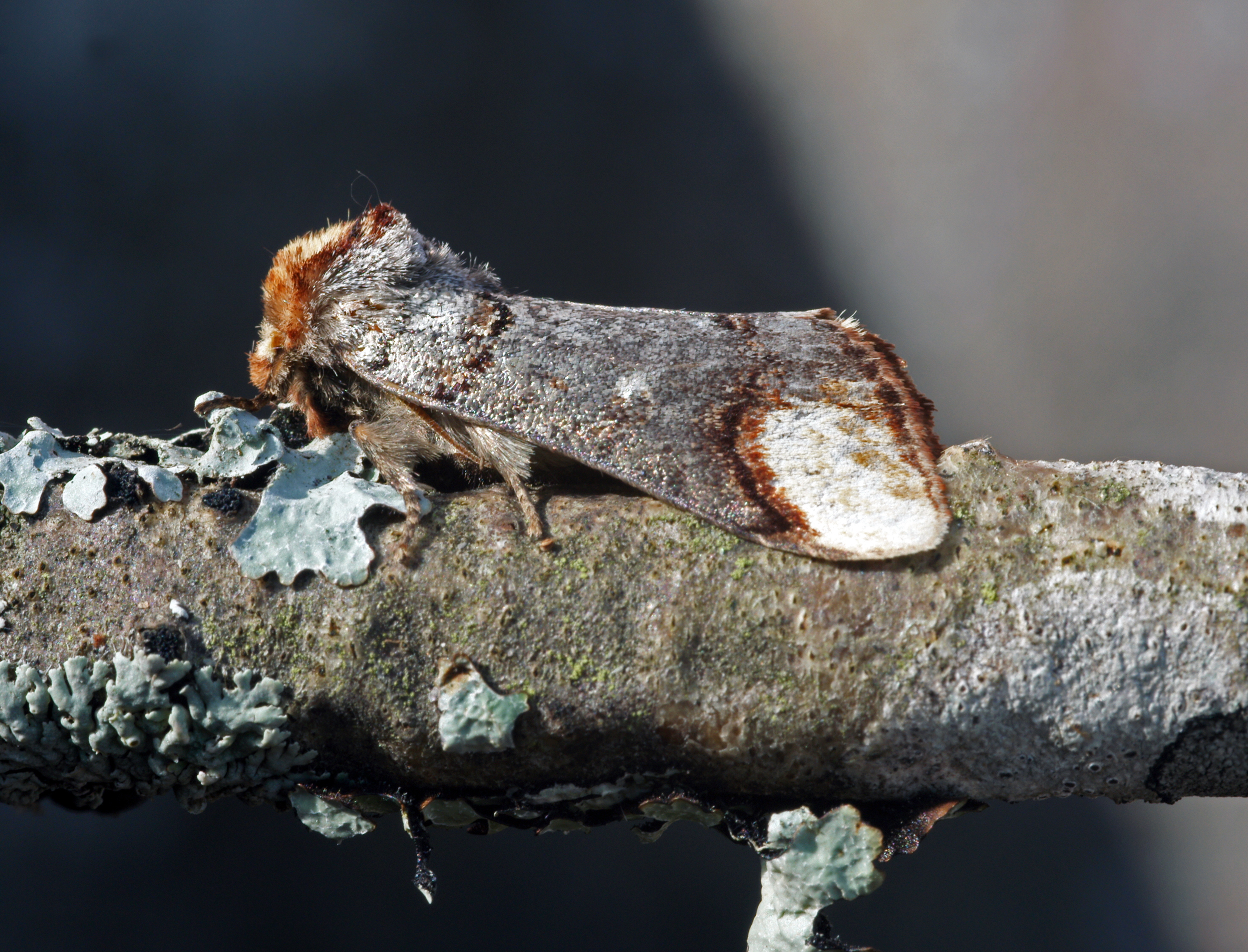
Имаго